# Список дипломатических миссий Казахстана
Список дипломатических миссий Казахстана — дипломатические представительства Казахстана находятся в первую очередь в других государствах СНГ, в других странах Европы и Азии.

## Европа
- Австрия, Вена (посольство)
- Азербайджан, Баку (посольство)
- Армения, Ереван (посольство)
- Белоруссия, Минск (посольство)
- Бельгия, Брюссель (посольство)
- Болгария, София (посольство)
- Хорватия, Загреб (консульство)
- Чехия, Прага (посольство)
- Франция, Париж (посольство)
- Финляндия, Хельсинки (посольство)
- Германия, Берлин (посольство)
  - Франкфурт-на-Майне (генеральное консульство)
  - Ганновер (консульство)
  - Мюнхен (консульство)
- Греция, Афины (посольство)
- Грузия, Тбилиси (посольство)
- Венгрия, Будапешт (посольство)
- Италия, Рим (посольство)
- Латвия, Рига (консульство)
- Литва, Вильнюс (посольство)
- Молдова, Кишинёв (посольство)
- Нидерланды, Гаага (посольство)
- Норвегия, Осло (посольство)
- Польша, Варшава (посольство)
- Румыния, Бухарест (посольство)
- Россия, Москва (посольство)
  - Санкт-Петербург (генеральное консульство)
  - Астрахань (консульство)
  - Омск (консульство)
  - Калининград (консульство)
  - Казань (консульство)
- Словакия, Братислава (консульство)
- Испания, Мадрид (посольство)
- Швеция, Стокгольм (посольство)
- Швейцария, Берн (посольство)
- Украина, Киев (посольство)
- Великобритания, Лондон (посольство)
  - Абердин (консульство)

## Америка
- Бразилия, Бразилиа (посольство)
- Канада, Оттава (посольство)
  - Торонто (консульство)
- Куба, Гавана (консульство)
- Мексика, Мехико (посольство)
- США, Вашингтон (посольство)
  - Нью-Йорк (консульство)
  - Сан-Франциско (консульство)

## Африка
- Египет, Каир (посольство)
- Ливия, Триполи (посольство)
- Эфиопия, Аддис-Абеба (посольство)
- ЮАР, Претория (посольство)

## Ближний и Средний Восток
- Иран, Тегеран (посольство)
  - Мешхед (консульство)
- Израиль, Тель-Авив (посольство)
- Иордания, Амман (посольство)
- Ливан, Бейрут (посольство)
- Катар, Доха (посольство)
- Саудовская Аравия, Эр-Рияд (посольство)
- Турция, Анкара (посольство)
  - Стамбул (консульство)
- Оман, Маскат (посольство)
- ОАЭ, Абу-Даби (посольство)
  - Дубай (консульство)

## Азия
- Афганистан, Кабул (посольство)
- Китай, Пекин (посольство)
  - Гонконг (генеральное консульство)
  - Шанхай (генеральное консульство)
- Индия, Нью-Дели (посольство)
- Япония, Токио (посольство)
- Южная Корея, Сеул (посольство)
- Кыргызская Республика, Бишкек (посольство)
- Малайзия, Куала-Лумпур (посольство)
- Монголия, Улан-Батор (посольство)
- Оман, Маскат(посольство)
- Пакистан, Исламабад(посольство)
- Сингапур (посольство)
- Таиланд, Бангкок (посольство)
- Таджикистан, Душанбе (посольство)
- Туркменистан, Ашхабад (посольство)
- Узбекистан, Ташкент (посольство)
  - Самарканд (генеральное консульство)

## Международные организации
- Женева (постоянное представительство при учреждениях ООН)
- Нью-Йорк (постоянное представительство при ООН)
- Париж (постоянное представительство при ЮНЕСКО)